# Ugoda z Segowii

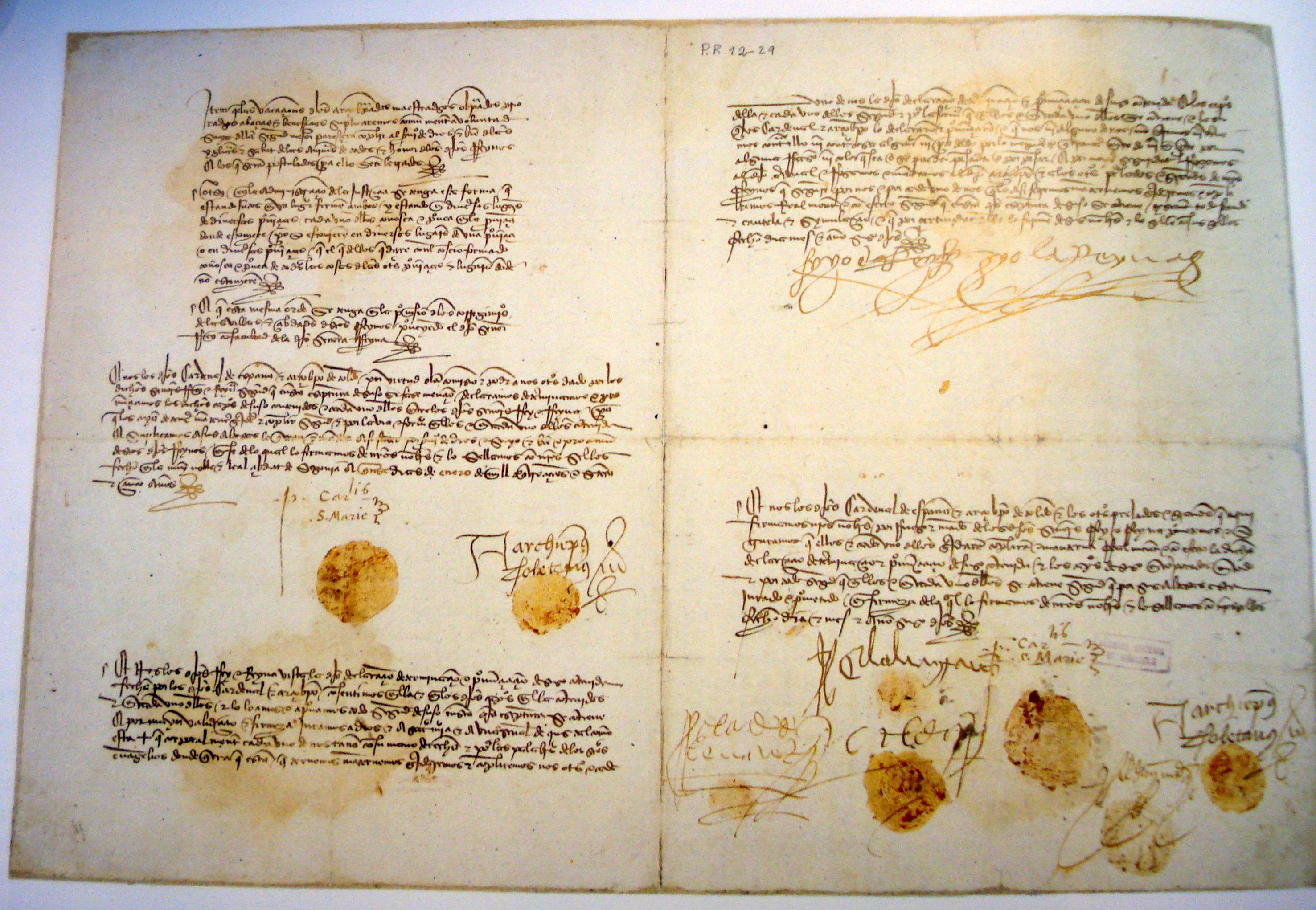
Traktat Ugody z Segowii w Archivo General w Simancas

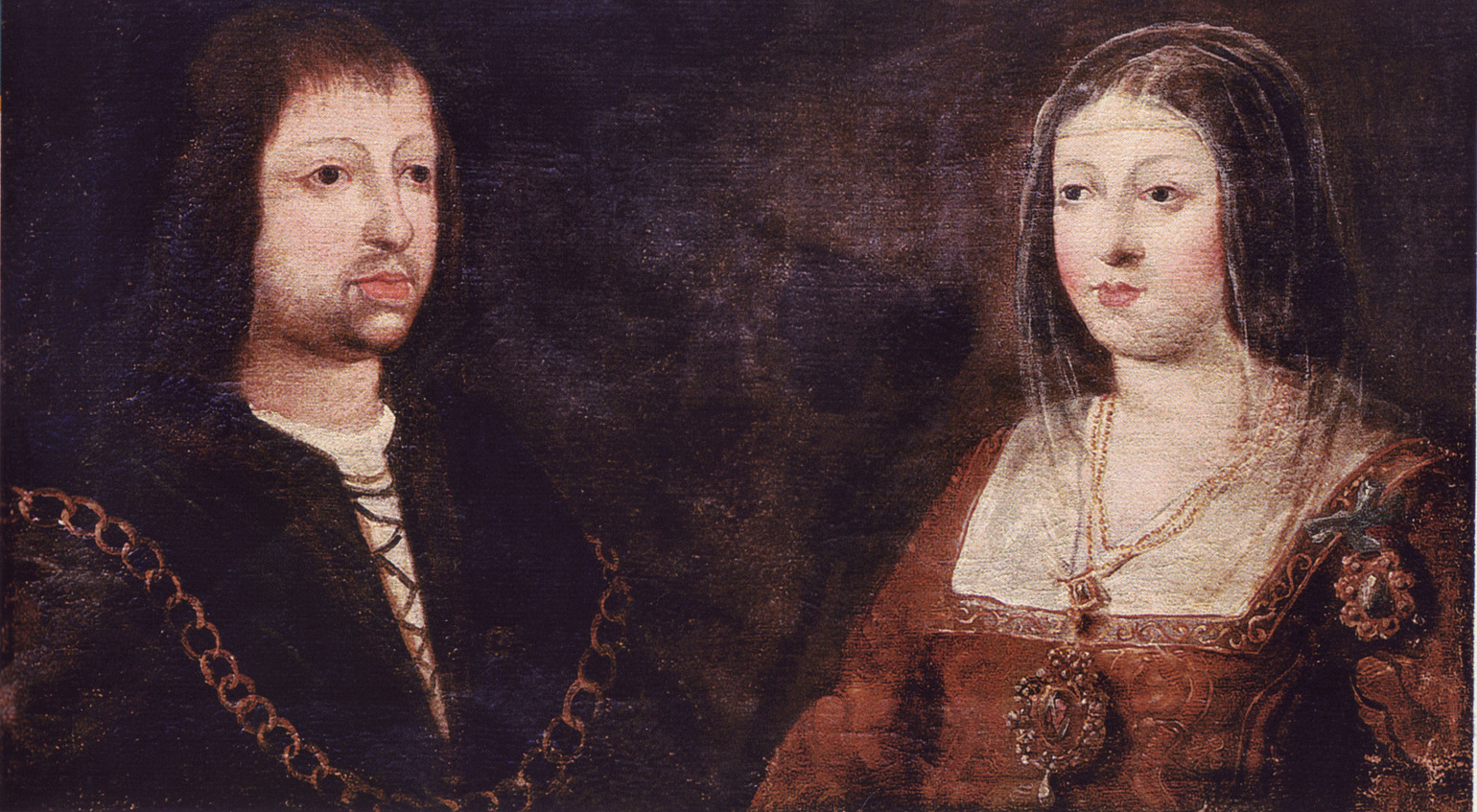
Ferdynand Aragoński i Izabela Kastylijska obraz niesygnowany z XV wieku w zbiorach Avila Madrigal de las Altas Torres, Convento de las Augustinas

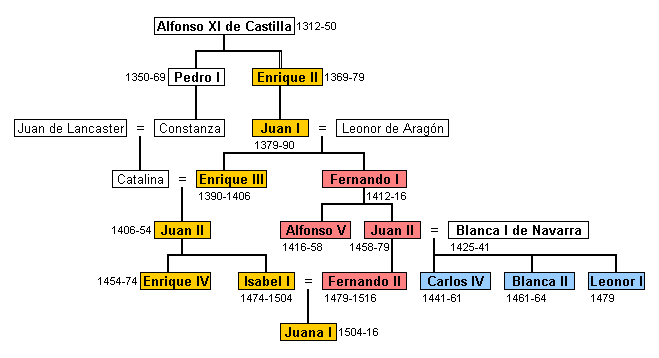
Wywód przodków Ferdynanda i Izabeli z dynastii Trastámara

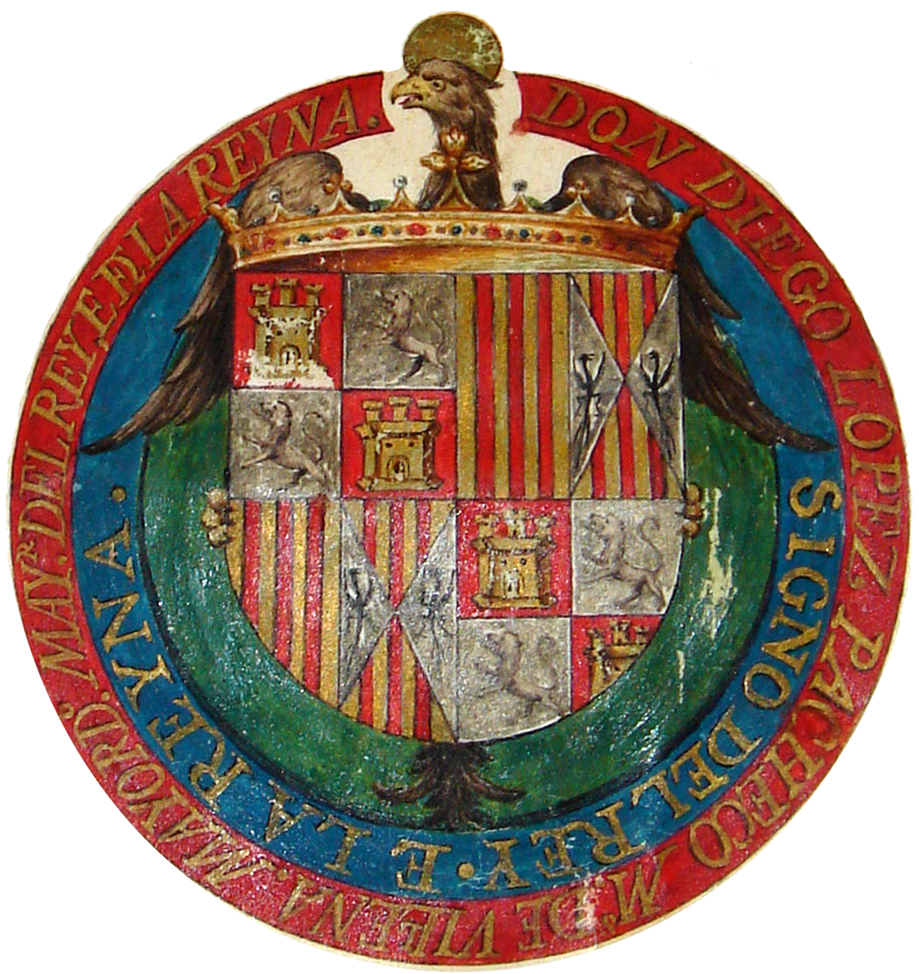
Zgodnie z Ugodą w Segowii z 1475 zostało uzgodnione wspólne godło (przynależące Izabeli I Kastylijskiej i Ferdynanda II Aragońskiego). Zdjęcie przedstawia polichromowana pieczęć z 1491 roku, ćwiartka górna lewa i dolna prawa wywodzą się z godła Królestwa Kastylii i Leon; natomiast górna prawa i dolna lewa wywodzą się z godła Aragonii i Sycylii; które wzięte są od góry w skrzydła orle i uwieńczone orlą głową, a od dołu otoczone wstęgą ze znakiem, zw. „San Juan”.

Ugoda z Segowii (hiszp. Concordia de Segovia, Tratado Concordia de Segovia) – traktat podpisany w dniu 15 stycznia 1475, przez Izabelę I Kastylijską i jej małżonka Ferdynanda Aragońskiego, króla Sycylii i księcia Girony. Ugoda ta ustalała pozycje Ferdynanda w administracji i rządzie Kastylii, oraz kwestie finansowe.

## Wstąpienie Izabeli I na tron Kastylii
Król Kastylii Henryk IV zmarł rano 11 grudnia 1474 w Madrycie. Wiadomość o tym doszła rychło do Segowii, gdzie rezydowała jego przyrodnia siostra Izabela, ale jej mąż Ferdynand był wówczas nieobecny w Aragonii. Następnego dnia, tj. 13 grudnia 1474 Izabela ogłosiła się królową i dziedziczką królestwa a Fernanda prawowitym małżonkiem, nakazała też listem: „wywieście dla mnie chorągwie uznając mnie waszą królową i przyrodzoną panią, oraz wielce dostojnego i możnego księcia, króla Ferdynanda, mojego pana, jako mojego prawowitego męża, zachowując zwyczajowe w takich wypadkach uroczystości…”. W ten sposób Izabela wprowadziła politykę faktów dokonanych, żeby uniknąć negocjacji i ustępstw, oraz zostać uznaną za królową przed swą siostrzenicą Juaną i w tym celu list królowej został przesłany do miast z reprezentacją w Cortezach. Ferdynand przybył do Segowii dnia 2 stycznia 1475, co rozpoczęło dyskusje na temat kolejności sukcesji i roli małżonka Izabeli w rządach królestwa. Twierdzono m.in. że Ferdynand miał większe prawa od Izabeli jako spadkobierca bardziej bezpośredniego przedstawiciela dynastii Trastámara, oraz że mężowi przysługuje zwyczajowe prawo zarządu dobrami małżonki więc Ferdynand może władać Królestwem Kastylii wedle swej woli. Jednak małżonkowie mimo kilkuletniego pożycia (od roku 1469) nie doczekali się męskiego potomka, mieli tylko córkę Izabelę ur. w r. 1470, (która zmarła w r. w 1498), brano więc pod uwagę możliwość, iż Ferdynand nie będzie miał męskiego potomka, małżonkowie doczekali się wprawdzie syna Juana, księcia Asturii (1478 – 1497), lecz żył tylko 15 lat, więc obawy okazały się nie pozbawione podstaw. Pozostało zdefiniowanie w Kastylii roli Ferdynanda, który jako syn Jan II Aragońskiego był postrzegany jako infant Aragoński, związany z konspiracją w czasach Jana II Kastylijskiego, co wiązało się z kolei z obawą o odwet z jego strony na przeciwnikach, którą ci chcieli zmniejszyć przez ograniczenie władzy króla, zobowiązaniem króla Ferdynanda do nieodbierania urzędów i nadań.

## Traktat
15 stycznia 1475 arcybiskup Alfonso Carrillo de Acuña i kardynał Pedro González de Mendoza spisali dokument Ugody z Segowii, który powtarza zapisy Układu z Cervery.
Ugoda potwierdzała, że Izabela jest jedynym dziedzicem królestwa, i że w wypadku jej śmierci dziedziczyć po niej będą jej dzieci. Ferdynand miał nosić tytuł króla, ale nie wiązało się to z umniejszeniem władzy Izabeli, dokumenty urzędowe, bity pieniądz, pieczęci i orędzia najpierw miały wymieniać Ferdynanda, ale herb Kastylii miał iść przed herbem Aragonii. Dla majestatu Izabeli zastrzeżono powagę sprawowania władzy nad urzędami Kastylii, oraz że dochody z podatków w Kastylii mają być przede wszystkim przeznaczane na wypełnianie obowiązków Królestwa Kastylii a sumy pozostałe będą wykorzystywane w porozumieniu małżonków, beneficja kościelne będą przyznawane w drodze wzajemnego porozumienia, ale w sprawach spornych głos decydujący należy do królowej; sprawy administracyjne i sądowe oraz mianowanie sędziów zostaną uregulowane w drodze wzajemnego porozumienia, gdy królowie będą razem; lecz będą osobno, każde z małżonków zachowa swoje prawa.

## Konsekwencje
Ugoda z Segowii jest nie tyle ugodą między małżonkami, co porozumieniem między dwoma rywalizującymi obozami politycznymi, i została opracowana w sposób zapewniający szlachtę Kastylii, że nie będzie żadnych wrogich ingerencji Aragonii w rządy Królestwa Kastylii. tak w sprawach stałych dochody królestwa, nominacji i wymiaru sprawiedliwości, pozostawiając w gestii królów politykę zagraniczną, oraz wojny i związane z nimi podatki nadzwyczajne. Ugoda oznaczała też ustanowienie politycznej jedności między Ferdynandem i Izabelą, aby złagodzić intrygi polityczne prowadzące do dalszych nieporozumień, które mogłyby powstać między królem i królową.
W dniu 28 kwietnia, w przededniu wojny o sukcesję, Izabela wystawiła dla Ferdynanda dokument upoważniający go do korzystania ze wszystkich uprawnień władcy, które sama posiadała. Ten akt teoretycznie czynił Ferdynanda królem Kastylii, i unieważniał Ugodę z Segowii co do podziału władzy monarchów, ale nie co do panowania, bo w tym względzie Ugoda z Segowii dalej obowiązywała.
Jednakże najwyraźniej Izabela rozumiała to upoważnienie jako akt doraźny w sytuacji zbliżającej się wojny, a nie trwałe odejście od Ugody z Segowii, gdyż jej deklaracja z tego samego dnia 28 kwietnia 1475 wzbudziła gniew Ferdynanda: „Chciałbym, abyście, Alfonso de Caballeria, jako radca prawny, i ty, Palencia, którzy czytaliście tyle historii, powiedzieli mi, czy był w starożytności precedens, że królowa kazała, aby niesiono przed nią taki symbol, groźbę kary dla jej wasali.”  pytał w liście Ferdynand gdy Izabela kazała nieść przed sobą miecz, symbol władzy sądowniczej i dodawał „Wszyscy wiemy, że przyznano go królom, ale nigdy nie słyszałem o królowej, która uzurpowałaby sobie ten męski atrybut…”  Izabela podkreślała w ten sposób również jej współudział we władzy sądowniczej. Bo dziś Hiszpania jest krajem dość ściśle zjednoczonym, (wyjąwszy autonomie); natomiast w początkach swego związku Kastylię i Aragonię łączyły osoby monarchów-małżonków i właściwie tylko one, i o ile królowa Izabela szybkim ogłoszeniem się królową tworzyła fakty dokonane, to co do uprawnień swoich i męża nie, Manuel Fernández Álvarez pisze: „Czy oto znów mamy do czynienia z praktyką faktów dokonanych? Nie w tym wypadku Izabela trzyma się skrupulatnie warunków umowy małżeńskiej przyjętych przez Ferdynanda w Cerverze, która wyraźnie podporządkowała go Izabeli. Do tego stopnia, że nie mógł opuszczać Kastylii ani podejmować żadnych przedsięwzięć bez jej pozwolenia. Miał tylko bezpośrednie uczestnictwo w wymiarze sprawiedliwości na ziemiach Kastylii.”
Po śmierci Jana II Aragońskiego w 1479 roku, jego następcą został jego syn Ferdynand; który w dniu 14 kwietnia 1481 roku, w Calatayud, nadał swojej żonie Izabeli podobne uprawnienia, jakie otrzymał w dniu 28 kwietnia 1475 roku, wyznaczając ją jako współregenta, namiestnika i administratora Korony Aragonii. chociaż można wywnioskować, że taki dokument był wystawiony bezterminowo ani procuración. Ale fakt, że w 1488 w Walencji Ferdynandowi przyznano namiestnictwo generalne państw Korony Aragonii a królowa Izabela nie jest w tym dokumencie z imienia wymieniona, z czego wyciągano wniosek, o braku znaczenia uprawnień przyznanych Izabeli przez Ferdynanda w Calatayud, albo o znaczniejszych uprawnieniach Ferdynanda względem Aragonii niż posiadała Izabela na mocy aktu z Calatayud.